# 王伯元
王伯元（1893年—1977年），字怀忠，浙江慈溪人，中国银行家，原上海滩“金子大王”。曾就职于汪精衛政府。

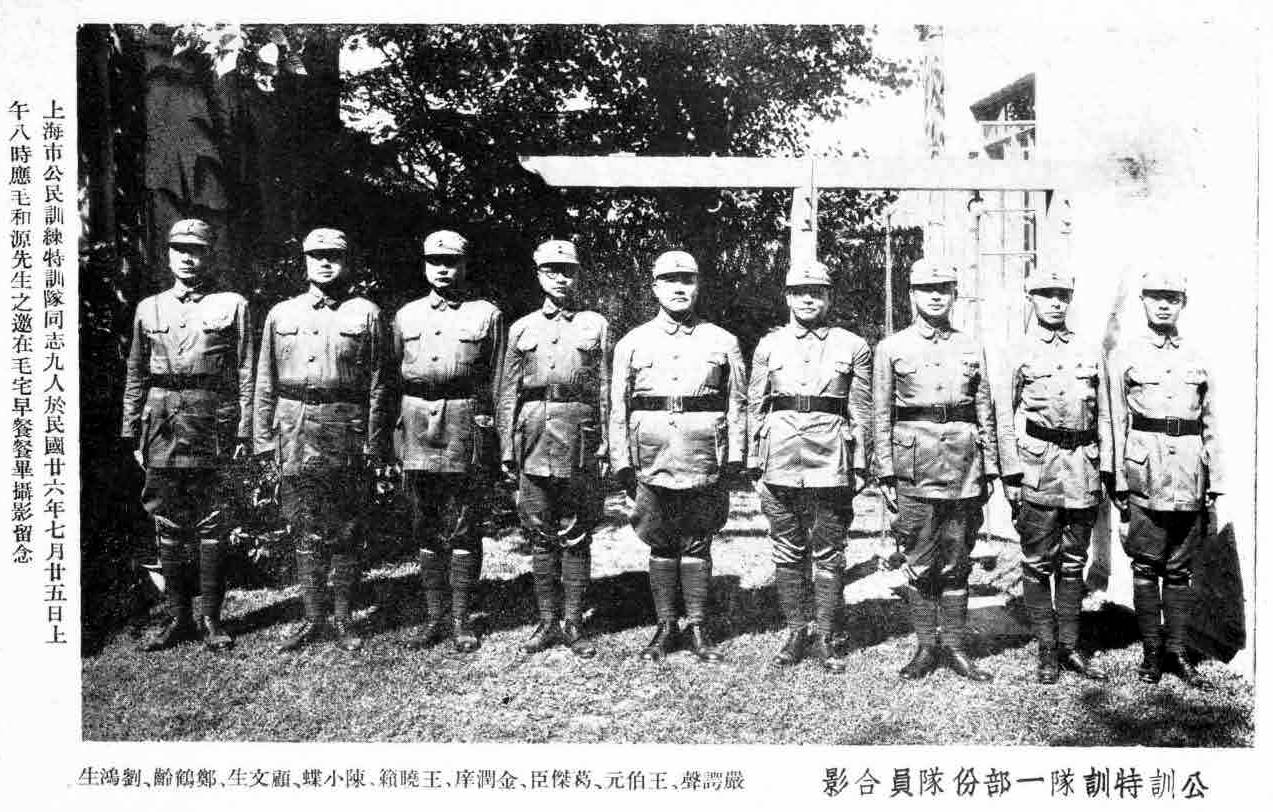
右二王伯元

## 生平
1916年，任涵恒金号经理。1918年，任天昌祥金号经理。1921年，创立裕发永金号，任经理。由于精于管理，被誉为“金子大王”。1922年，业务转向钱庄业，与人合资创办镇泰钱庄。1929年，接手天津中国垦业银行，任常务董事兼总经理。1931年，设立伯元奖学金。1932年，任上海地方协会委员。抗日战争爆发后，历任协平织造厂监理、中国实业公司董事长、国泰银行董事长、汪精衛政府上海市财务委员会主任委员等职。1944年，任汪伪垦业银行总经理。他还曾是复旦大学校董。于1948年去台湾，1954年长子王念祖以联合国职员身份迎其赴美定居。1977年11月病逝。